# Listă de filme de animație din 2011
Aceasta este o listă de filme de animație din anul 2011:
| Titlu | Țara                                                                               | Regizor                                                                      | Studio | Tehnici de animație        | Note                                              |
| --- | ---------------------------------------------------------------------------------- | ---------------------------------------------------------------------------- | --- | -------------------------- | ------------------------------------------------- |
| The Adventures of Tintin | Statele Unite ale Americii                                                         | Steven Spielberg                                                             | Amblin Entertainment / The Kennedy/Marshall Company / Nickelodeon Movies / WingNut Films / Paramount Pictures | CG animation               |                                                   |
| Alice in the Country of Hearts: Wonderful Wonder World ハートの国のアリス: Wonderful Wonder World (Hāto no Kuni no Arisu: Wonderful Wonder World) | Japonia                                                                            | Hideaki Ōba                                                                  | Asahi Production                                                                                              | Traditional                |                                                   |
| All-Star Superman | Statele Unite ale Americii                                                         | Sam Liu                                                                      | Warner Bros. Animation / Warner Home Video                                                                    | Traditional                |                                                   |
| Alois Nebel | Cehia                                                                              | Tomáš Luňák                                                                  | Negativ | Traditional                |                                                   |
| Arthur Christmas | Regatul Unit al Marii Britanii și al Irlandei de Nord · Statele Unite ale Americii | Sarah Smith                                                                  | Aardman Animations / Sony Pictures Animation / Columbia Pictures                                              | CG animation               |                                                   |
| Barbie: A Fairy Secret | Statele Unite ale Americii                                                         | William Lau, Terry Klassen                                                   | Rainmaker Entertainment / Universal Pictures / Kidtoon Films                                                  | CG animation               |                                                   |
| Batman: Year One | Statele Unite ale Americii                                                         | Lauren Montgomery, Sam Liu                                                   | Warner Bros. Animation / Warner Home Video                                                                    | Traditional                |                                                   |
| Broken Blade 5: Death's Horizon 死線ノ涯 [しせんのはて] (Shisen no Hate) | Japonia                                                                            | Tetsuro Amino, Nobuyoshi Habara                                              | Production I.G, Xebec                                                                                         | Traditional                |                                                   |
| Broken Blade 6: Bastions of Sorrow 慟哭ノ砦 [どうこくのとりで] (Doukoku no Toride) | Japonia                                                                            | Tetsuro Amino, Nobuyoshi Habara                                              | Production I.G, Xebec                                                                                         | Traditional                |                                                   |
| Buddha: The Great Departure 手塚治虫のブッダ－赤い砂漠よ！美しく－ (Tezuka Osamu no Buddha -Akai Sabaku yo! Utsukushiku-) | Japonia                                                                            | Kozo Morishita                                                               | Toei Animation / Warner Bros.                                                                                 | Traditional                |                                                   |
| Cars 2 | Statele Unite ale Americii                                                         | John Lasseter, Brad Lewis                                                    | Pixar / Walt Disney Pictures                                                                                  | CG animation               |                                                   |
| Case Closed: Quarter of Silence 名探偵コナン 沈黙の15分 (Meitantei Conan Chinmoku no Kwōtā) | Japonia                                                                            | Yasuichiro Yamamoto, Kobun Shizuno                                           | | Traditional                |                                                   |
| Children Who Chase Lost Voices from Deep Below 星を追う子ども (Hoshi o Ou Kodomo) | Japonia                                                                            | Makoto Shinkai                                                               | CoMix Wave Inc.                                                                                               | Traditional                |                                                   |
| Crayon Shin-chan: The Storm Called: Operation Golden Spy クレヨンしんちゃん 嵐を呼ぶ黄金のスパイ大作戦 (Kureyon Shinchan Arashi o Yobu Ōgon no Supai Daisakusen)                                                                                          | Japonia                                                                            | Sôichi Masui                                                                 | Shin-Ei Animation                                                                                             | Traditional                |                                                   |
| Dead Space: Aftermath | Statele Unite ale Americii                                                         | Mike Disa                                                                    | Starz Media / Film Roman / Pumpkin Studio / Electronic Arts                                                   | Traditional                |                                                   |
| Doraemon: Nobita and the New Steel Troops: ~Angel Wings~ 映画ドラえもん 新・のび太と鉄人兵団 ～はばたけ 天使たち～ (Eiga Doraemon Shin Nobita to Tetsujin Heidan ~Habatake Tenshi Tachi~)                                                                 | Japonia                                                                            | Yukiyo Teramoto                                                              | Shin-Ei Animation                                                                                             | Traditional                |                                                   |
| Dwegons | Statele Unite ale Americii                                                         | Tom Walsh                                                                    | EnterAktion Studios                                                                                           | CG animation               | [ 1 ]                                             |
| Emilie Jolie Émilie Jolie | Belgia · Franța                                                                    | Philippe Chatel, Francis Nielsen                                             | Télé Images Productions, 2d3D Animations                                                                      | Traditional                | [ 2 ]                                             |
| Fimfarum - The Third Time Lucky Fimfárum - Do třetice všeho dobrého | Cehia                                                                              | Vlasta Pospíšilová, Kristina Dufková, David Súkup                            | MAUR Film | Stop motion                | [ 3 ]                                             |
| Friends: Naki on Monster Island friends もののけ島のナキ (Friends: Mononoke Shima no Naki) | Japonia                                                                            | Takashi Yamazaki Ryūichi Yagi                                                | Toho | CG animation               |                                                   |
| From up on Poppy Hill コクリコ坂から (Kokuriko-zaka Kara) | Japonia                                                                            | Gorō Miyazaki                                                                | Studio Ghibli                                                                                                 | Traditional                |                                                   |
| Fullmetal Alchemist: The Sacred Star of Milos (鋼の錬金術師 嘆きの丘（ミロス）の聖なる星 (Hagane no Renkinjutsushi: Mirosu no Sei-naru Hoshi) | Japonia                                                                            | Kazuya Murata                                                                | BONES/ Aniplex / Shochiku                                                                                     | Traditional                |                                                   |
| Gnomeo & Juliet | Regatul Unit al Marii Britanii și al Irlandei de Nord · Statele Unite ale Americii | Kelly Asbury                                                                 | Rocket Pictures                                                                                               | CG animation               |                                                   |
| The Great Bear Den kæmpestore bjørn | Danemarca                                                                          | Esben Toft Jacobsen                                                          | Copenhagen Bombay                                                                                             | CG animation               | [ 4 ] [ 5 ] [ 6 ]                                 |
| Green Days 소중한 날의 꿈 (Sojunghan Nare Kkum) | Coreea de Sud                                                                      | Han Hye-jin, An Jae-hoon                                                     | Studio Yeonpilro Myeongsanghagi                                                                               | Traditional                | [ 7 ] [ 8 ]                                       |
| Green Lantern: Emerald Knights | Statele Unite ale Americii                                                         | Christopher Berkeley, Lauren Montgomery, Jay Oliva                           | Warner Bros. Animation / Warner Home Video                                                                    | Traditional                |                                                   |
| The Green Wave | Germania                                                                           | Ali Samadi Ahadi                                                             | Arte | Traditional                | [ 9 ] [ 10 ] [ 11 ]                               |
| Happy Feet Two | Australia · Statele Unite ale Americii                                             | George Miller                                                                | Dr. D Studios / Warner Bros.                                                                                  | CG animation               |                                                   |
| Hayate the Combat Butler! Heaven Is a Place on Earth 劇場版 ハヤテのごとく! HEAVEN IS A PLACE ON EARTH (Hayate no Gotoku! HEAVEN IS A PLACE ON EARTH) | Japonia                                                                            | Hideto Komori                                                                | Manglobe | Traditional                |                                                   |
| Heaven's Lost Property the Movie: The Angeloid of Clockwork 劇場版 そらのおとしもの 時計じかけの哀女神（エンジェロイド） (Gekijōban Sora no Otoshimono: Tokei-jikake no Enjeroido)                                                                        | Japonia                                                                            | Hisashi Saitō, Tetsuya Yanagisawa                                            | AIC A.S.T.A                                                                                                   | Traditional                |                                                   |
| Hoodwinked Too! Hood vs. Evil | Statele Unite ale Americii                                                         | Mike Disa                                                                    | Kanbar Entertainment / The Weinstein Company                                                                  | CG animation               |                                                   |
| Ivan Tsarevich and the Grey Wolf Иван Царевич и Серый Волк (Ivan Tsarevich i Seryy Volk) | Rusia                                                                              | Vladimir Toropchin                                                           | Melnitsa Animation Studio                                                                                     | Traditional                | [ 12 ]                                            |
| Jock aka Jock of the Bushveld | Africa de Sud                                                                      | Duncan MacNeillie                                                            | Jock Animation                                                                                                | CG animation               | Arhivat în 3 iunie 2012, la Wayback Machine.      |
| Kikoriki the Movie Смешарики. Начало (Smeshariki. Nachalo) | Rusia                                                                              | Denis Chernov                                                                | Petersburg Animation Studio, Riki Group, Bazelevs                                                             | CG animation               |                                                   |
| The King of Pigs 돼지의 왕 (Dae gi eui wang) | Coreea de Sud                                                                      | Yeun Sang-ho                                                                 | Studio Dadashow, KT&G Sangsangmadang,                                                                         | Traditional                | [ 14 ] [ 15 ]                                     |
| K-On! けいおん! (Keion!) | Japonia                                                                            | Naoko Yamada                                                                 | Kyoto Animation                                                                                               | Traditional                |                                                   |
| Kung Fu Panda 2 | Statele Unite ale Americii                                                         | Jennifer Yuh Nelson                                                          | DreamWorks Animation / Paramount Pictures                                                                     | CG animation               |                                                   |
| Lauras Stern und die Traummonster | Germania                                                                           | Ute von Münchow-Pohl, Thilo Graf Rothkirch                                   | Rothkirch/Cartoon-Film Produktion                                                                             | Traditional                |                                                   |
| Leafie, A Hen into the Wild 마당을 나온 암탉 (Madangeul Naon Amtak) | Coreea de Sud                                                                      | Seong-yun Oh                                                                 | MK Pictures                                                                                                   | Traditional                | [ 16 ] [ 17 ]                                     |
| Legend of the Millennium Dragon 鬼神伝 (Onigamiden) | Japonia                                                                            | Hirotsugu Kawasaki                                                           | Studio Pierrot                                                                                                | Traditional                |                                                   |
| Legend of a Rabbit 兔侠传奇 (Tu Xia Chuan Qi) | Republica Populară Chineză                                                         | Sun Li Jun                                                                   | Beijing Film Academy, Tianjin Film Studio                                                                     | CG animation               | Arhivat în 15 martie 2012, la Wayback Machine.    |
| Legends of Valhalla: Thor Hetjur Valhallar - Þór | Islanda                                                                            | Óskar Jónasson, Toby Genkel, Gunnar Karlsson                                 | CAOZ, Ulysses, Magma Films                                                                                    | CG animation               |                                                   |
| The Light of a Firefly Forest 蛍火の杜へ (Hotarubi no Mori e) | Japonia                                                                            | Takahiro Omori                                                               | Brain's Base                                                                                                  | Traditional                |                                                   |
| The Lion of Judah | Statele Unite ale Americii                                                         | Deryck Broom, Roger Hawkins                                                  | Animated Family Films / Rocky Mountain Pictures                                                               | CG animation               |                                                   |
| Little Big Panda | Republica Populară Chineză · Franța · Germania · Luxemburg · Spania                | Greg Manwaring                                                               | China Film Group Corp., ORB Filmproduktion GmbH                                                               | Traditional                | [ 20 ]                                            |
| The Little Engine That Could | Statele Unite ale Americii                                                         | Elliot M. Bour                                                               | Crest Animation Productions / Universal Animation Studios                                                     | CG animation               |                                                   |
| The Littlest Angel | Statele Unite ale Americii                                                         | Dave Kim                                                                     | Anchor Bay, Portsmouth Pictures, Cinepix Animation                                                            | CG animation               | [ 21 ]                                            |
| The Magic Crystal Maaginen kristalli | Finlanda                                                                           | Antti Haikala                                                                | Cartoon One, Connectoon, Epidem, Nelonen, uFilm                                                               | CG animation               | [ 22 ] [ 23 ]                                     |
| Mardock Scramble: The Second Combustion マルドゥック・スクランブル 燃焼 (Marudukku Sukuranburu: Nenshō) | Japonia                                                                            | Susumu Kudo                                                                  | GoHands | Traditional                |                                                   |
| Mars Needs Moms | Statele Unite ale Americii                                                         | Simon Wells                                                                  | ImageMovers Digital / Walt Disney Pictures                                                                    | CG animation               |                                                   |
| Marx Reloaded | Germania                                                                           | Jason Barker                                                                 | Films Noirs / Arte                                                                                            | Traditional                |                                                   |
| A Monster in Paris Un monstre a Paris | Franța                                                                             | Bibo Bergeron                                                                | Bibo Films / EuropaCorp Distribution                                                                          | CG animation               |                                                   |
| Naruto: Blood Prison 劇場版 NARUTO-ナルト- ブラッド・プリズン (Gekijōban Naruto: Buraddo Purizun) | Japonia                                                                            | Masahiko Murata                                                              | Studio Pierrot                                                                                                | Traditional                |                                                   |
| O APÓSTOLO O Apóstolo | Spania                                                                             | Fernando Cortizo                                                             | Artefacto producciones                                                                                        | Stop motion                | [ 24 ]                                            |
| Olentzero eta Iratxoen Jauntxoa | Spania                                                                             | Gorka Vázquez                                                                | Baleuko | CG animation               | Arhivat în 11 iulie 2012, la Wayback Machine.     |
| Open Season 3 | Statele Unite ale Americii                                                         | Cody Cameron                                                                 | Sony Pictures Animation / Sony Pictures Home Entertainment                                                    | CG animation               |                                                   |
| Orla Frosnapper Orla Frøsnapper | Danemarca                                                                          | Peter Dodd                                                                   | Crone Film Produktion A/S                                                                                     | CG animation               | [ 26 ]                                            |
| The Painting Le Tableau | Belgia · Franța                                                                    | Jean-François Laguionie                                                      | Be-Films, Blue Spirit Animation, uFilm                                                                        | Traditional                | [ 27 ] [ 28 ]                                     |
| Phineas and Ferb: Across the 2nd Dimension | Statele Unite ale Americii                                                         | Dan Povenmire, Robert F. Hughes                                              | Disney Television Animation / Disney Channel Original Movies                                                  | Traditional                |                                                   |
| Pleasant Goat and Big Big Wolf - Moon Castle: The Space Adventure | Republica Populară Chineză                                                         |                                                                              | |                            |                                                   |
| Pokémon the Movie: Black—Victini and Reshiram 劇場版ポケットモンスター ベストウイッシュ ビクティニと白き英雄 レシラム (Gekijōban Poketto Monsutā Besuto Uisshu Bikutini to Shiroki Eiyū Reshiramu)                                                        | Japonia                                                                            | Kunihiko Yuyama                                                              | OLM, Inc. | Traditional                |                                                   |
| Pokémon the Movie: White—Victini and Zekrom 劇場版ポケットモンスター ベストウイッシュ ビクティニと黒き英雄 ゼクロム (Gekijōban Poketto Monsutā Besuto Uisshu Bikutini to Kuroki Eiyū Zekuromu)                                                            | Japonia                                                                            | Kunihiko Yuyama                                                              | OLM, Inc. | Traditional                |                                                   |
| Pretty Cure All Stars DX3: Deliver the Future! The Rainbow-Colored Flower That Connects the World プリキュアオールスターズDX3 未来にとどけ！世界をつなぐ☆虹色の花 (PuriKyua Ōru Sutāzu Dirakkusu Surī: Mirai ni Todoke! Sekai o Tsunagu Niji-Iro no Hana) | Japonia                                                                            | Takashi Otsuka                                                               | Toei Animation                                                                                                | Traditional                |                                                   |
| The Prodigies | Franța · Luxemburg · Belgia                                                        | Antoine Charreyron                                                           | Fidélité Films, Onyx Films, Studio 37                                                                         | CG animation               |                                                   |
| Puss in Boots | Statele Unite ale Americii                                                         | Chris Miller                                                                 | DreamWorks Animation / Paramount Pictures                                                                     | CG animation               |                                                   |
| PreCure All Stars DX3: Deliver the Future! The Rainbow-Colored Flower That Connects the World プリキュアオールスターズDX3 未来にとどけ！世界をつなぐ☆虹色の花 (PuriKyua Ōru Sutāzu Dirakkusu Surī: Mirai ni Todoke! Sekai o Tsunagu Niji-Iro no Hana)     | Japonia                                                                            | Takashi Otsuka                                                               | Toei Animation                                                                                                | Traditional                |                                                   |
| The Princess and the Pilot とある飛空士への追憶 (To Aru Hikūshi e no Tsuioku) | Japonia                                                                            | Jun Shishido                                                                 | Madhouse / TMS Entertainment                                                                                  | Traditional                |                                                   |
| Prinzessin Lillifee und das kleine Einhorn | Germania                                                                           | Ansgar Niebuhr, Hubert Weiland                                               | Caligari Film, WunderWerk                                                                                     | Traditional                | [ 29 ]                                            |
| The Rabbi's Cat Le Chat du rabbin | Franța                                                                             | Joann Sfar Antoine Delesvaux                                                 | Autochenille Production                                                                                       | Traditional                |                                                   |
| Rango | Statele Unite ale Americii                                                         | Gore Verbinski                                                               | Nickelodeon Movies / Blind Wink / GK Films / Paramount Pictures                                               | CG animation               |                                                   |
| Rio | Statele Unite ale Americii                                                         | Carlos Saldanha                                                              | Blue Sky Studios / 20th Century Fox                                                                           | CG animation               |                                                   |
| Ronal the Barbarian Ronal Barbaren | Danemarca                                                                          | Thorbjørn Christoffersen, Kresten Vestbjerg Andersen, Philip Einstein Lipski | Einstein Film                                                                                                 | CG animation               |                                                   |
| Sengoku Basara: The Last Party 戦国BASARA (Sengoku Basara) | Japonia                                                                            | Kazuya Nomura                                                                | Production I.G                                                                                                | Traditional                |                                                   |
| Tales of the Night Les Contes de la nuit | Franța                                                                             | Michel Ocelot                                                                | Nord-Ouest Films, Studio O, StudioCanal                                                                       | Traditional                |                                                   |
| Tatsumi | Singapore                                                                          | Eric Khoo                                                                    | Zhao Wei Films                                                                                                | Traditional                |                                                   |
| Tekken: Blood Vengeance 鉄拳 ブラッド・ベンジェンス (Tekken Buraddo Benjensu) | Japonia                                                                            | Youichi Mori                                                                 | Digital Frontier / Asmik Ace Entertainment                                                                    | CG animation               |                                                   |
| Thor: Tales of Asgard | Statele Unite ale Americii                                                         | Sam Liu                                                                      | Marvel Animation / MLG Productions 7, Inc. / Lionsgate Home Entertainment                                     | Traditional                |                                                   |
| The Tibetan Dog チベット犬物語 ～金色のドージェ～ (Tibet Inu Monogatari: Kin'iro no Dao Jie) | Republica Populară Chineză · Japonia                                               | Masayuki Kojima                                                              | Madhouse | Traditional                |                                                   |
| Tom and Jerry and the Wizard of Oz | Statele Unite ale Americii                                                         | Spike Brandt, Tony Cervone                                                   | Warner Bros. Animation / Warner Home Video                                                                    | Traditional                |                                                   |
| Top Cat Don Gato y Su Pandilla | Mexic · Argentina                                                                  | Alberto Mar                                                                  | Anima Studios / Illusion Studios / Warner Bros.                                                               | CG animation / traditional |                                                   |
| Walter's Christmas Le Noël de Walter et Tandoori | Canada                                                                             | Sylvain Viau                                                                 | Corporation Image Entertainment                                                                               | Traditional                | Arhivat în 27 ianuarie 2013, la Archive.is        |
| Werner - Eiskalt! | Germania                                                                           | Gernot Roll                                                                  | Animationsfabrik, Constantin Film Produktion                                                                  | Traditional                | Arhivat în 11 octombrie 2012, la Wayback Machine. |
| Winnie the Pooh | Statele Unite ale Americii                                                         | Stephen J. Anderson, Don Hall                                                | Walt Disney Animation Studios / Walt Disney Pictures                                                          | Traditional                |                                                   |
| Wrinkles Arrugas | Spania                                                                             | Ignacio Ferreras                                                             | Perro Verde Films                                                                                             | Traditional                |                                                   |